# Canton des Planches-en-Montagne
Le canton des Planches-en-Montagne est une ancienne division administrative française, située dans le département du Jura et la région Franche-Comté.

## Composition
Le canton des Planches-en-Montagne comprenait les huit communes suivantes :
| Nom                                  | Code Insee | Intercommunalité            | Superficie (km2) | Population (dernière pop. légale) | Densité (hab./km2) |
| ------------------------------------ | ---------- | --------------------------- | ---------------- | --------------------------------- | ------------------ |
| Les Planches-en-Montagne (chef-lieu) | 39424      | CC Champagnole Nozeroy Jura | 13,48            | 162 (2014)                        | 12                 |
| Bief-des-Maisons                     | 39052      | CC Champagnole Nozeroy Jura | 5,79             | 75 (2014)                         | 13                 |
| Les Chalesmes                        | 39091      | CC Champagnole Nozeroy Jura | 9,47             | 96 (2014)                         | 10                 |
| Chaux-des-Crotenay                   | 39129      | CC Champagnole Nozeroy Jura | 11,67            | 417 (2014)                        | 36                 |
| Crans                                | 39178      | CC Champagnole Nozeroy Jura | 9,03             | 68 (2014)                         | 7,5                |
| Entre-deux-Monts                     | 39208      | CC Champagnole Nozeroy Jura | 5,36             | 150 (2014)                        | 28                 |
| Foncine-le-Bas                       | 39227      | CC Champagnole Nozeroy Jura | 9,29             | 195 (2014)                        | 21                 |
| Foncine-le-Haut                      | 39228      | CC Champagnole Nozeroy Jura | 28,95            | 1 037 (2014)                      | 36                 |

## Représentation

### Conseillers d'arrondissement de 1833 à 1940
Le canton des Planches appartenait à l'arrondissement de Poligny jusqu'à sa disparition en 1926.
| Période                                  | Période | Identité               | Étiquette                    | Qualité |
| ---------------------------------------- | ------- | ---------------------- | ---------------------------- | --- |
| 1833                                     | 1839    | Pierre Auguste Cordier |                              | Avocat à la Cour royale, Paris, propriétaire à Foncine-le-Haut                                              |
| 1839                                     | 1845    | M. Poux                |                              | Négociant, propriétaire aux Planches-en-Montagne                                                            |
| 1845                                     | 1848    | M. Vuillermoz          |                              | Propriétaire, adjoint au maire des Planches-en-Montagne                                                     |
|                                          |         |                        |                              | |
|                                          | 1895    | M. Collin              | Républicain                  | |
| 1895                                     | 1898    | M. Barbaud             | Libéral                      | Maire des Planches-en-Montagne                                                                              |
| 1898                                     | 1905    | Henri Mathieu Berrod   | Radical                      | Propriétaire de scierie, adjoint au maire de Foncine-le-Bas                                                 |
|                                          |         |                        |                              | |
| 1919                                     | 1935    | Gaëtan Collin          | Union nationale républicaine | Industriel aux Planches-en-Montagne                                                                         |
| 1940                                     |         |                        |                              | Les conseils d'arrondissement ont été suspendus par la loi du 12 octobre 1940 et n'ont jamais été réactivés |
| Les données manquantes sont à compléter. |         |                        |                              | |

### Conseillers généraux de 1833 à 2015
| Période               | Identité                      | Parti              | Qualité |
| --------------------- | ----------------------------- | ------------------ | --- |
| 1833-1833             | Jean-Louis Monnier            | Centre             | Négociant à Lyon Député (1834-1837) Elu dans 3 cantons, il choisit le Canton de Poligny                       |
| 1833-1842 (démission) | Charles Philippe Guérillot    |                    | Ancien lieutenant de chasseurs à cheval Propriétaire à Salins                                                 |
| 1842-1877             | Léon Monnier-Jobez            | Droite             | Maître des requêtes au Conseil d'État domicilié à Voiteur Président du Conseil Général                        |
| 1877-1891             | Étienne Lamy                  | Républicain        | Avocat - Député (1871-1881) Ancien chef de bataillon d'infanterie territoriale Membre de l'Académie Française |
| 1891-1905 (décès)     | Henry Louis Cordier           | Républicain        | Notaire, maire de Foncine-le-Haut                                                                             |
| 1905-1913             | Henri Mathieu Berrod          | Rad.               | Propriétaire de scierie à Foncine-le-Bas, conseiller d'arrondissement                                         |
| 1913-1919             | Charles Dumont                | Rad.               | Député (1898-1924) Ministre des Finances                                                                      |
| 1919-1935 (décès)     | Joseph Jacquin                | Rad.ind.           | Médecin à Foncine-le-Haut                                                                                     |
| 1935-1940             | Gaëtan-Léon Collin            | URD                | Industriel aux Planches-en-Montagne, conseiller d'arrondissement Nommé conseiller départemental en 1943       |
|                       |                               |                    | |
| 1945-1949             | Léon Pianet                   | DVD                | Agriculteur Maire de Foncine-le-Haut                                                                          |
| 1949-1955             | André Jobard                  | SFIO               | Propriétaire à Foncine-le-Haut                                                                                |
| 1955-1955             | M. Moreau                     | RGR                | |
| 1955-1967             | Pierre Gérard                 | RGR puis Centriste | Propriétaire, maire de Chaux-des-Crotenay                                                                     |
| 1967-1973             | Raymond Bourgeois (1920-2013) | DVD puis CDP       | Maire de Foncine-le-Haut (1971-1983)                                                                          |
| 1973-1998             | Michel Chavetnoir             | DVG puis DVD       | Inspecteur aux Télécoms Maire de Foncine-le-Bas (1987-1995)                                                   |
| 1998-2015             | Gilbert Blondeau              | UMP puis DVD       | Ingénieur agricole Maire de Foncine-le-Haut (1983-2020)                                                       |

## Démographie
| 1962  | 1968  | 1975  | 1982  | 1990  | 1999  | 2006  | 2011  | 2012  |
| ----- | ----- | ----- | ----- | ----- | ----- | ----- | ----- | ----- |
| 2 080 | 2 142 | 1 939 | 1 888 | 1 875 | 2 000 | 2 148 | 2 182 | 2 176 |